# Tuzantán (kommun)
Tuzantán är en kommun i Mexiko.   Den ligger i delstaten Chiapas, i den sydöstra delen av landet, 900 km sydost om huvudstaden Mexico City.
Följande samhällen finns i Tuzantán:
- Tuzantán
- Primer Cantón
- Villa Hidalgo
- Segundo Cantón
- Cuarto Cantón
- Nueva Tenochtitlán
- Veintinueve de Diciembre
- El Chipilín
- Francisco Sarabia 1ra. Sección
- Manacal
- La Flor
- Tercer Cantón la Curva
- Nueva Sonora
- Santa Sofía
- Cantón el Hular
- San Miguel
- Emiliano Zapata
- Cantón Vega de Tepuzapa
- La Ceiba
- La Cruz de Oro
- Jubileo Dos Mil
- Guardiania
- Los Rosales
- Ricardo Nauman
- Chapingo
- Cantón Río Negro
- San Isidro
- Santa Fe
- Germania
- Las Rosas
- Puente Regla
- Benito Juárez
- El Mango Buenavista
- Esquipulas
- Fracción Buenavista
- Lomas de Chiapas